# Ander Amonn
Ander Amonn (Bolzano, 31 maggio 1933 – Bolzano, 26 aprile 2014) è stato un imprenditore e dirigente sportivo italiano.

## Biografia

### Imprenditoria
Figlio di Erich Amonn, fu a lungo a capo della holding di famiglia, la J. F. Amonn, la più antica azienda attiva in provincia di Bolzano. Negli anni sessanta contribuì a portare in Italia il marchio di supermercati SPAR, divenendo primo presidente della Despar Italia, ceduta poi nel 1991 alla ASPIAG.
Fu per 26 anni membro del consiglio di amministrazione della Cassa di Risparmio di Bolzano, di cui fu anche presidente dal 1998 al 2004.

### Rapimento
Il 17 dicembre 1977 Amonn fu rapito mentre tornava a casa dopo aver assistito ad un incontro di hockey su ghiaccio dell'HC Bolzano, di cui all'epoca era presidente. Fu liberato dopo 61 giorni di prigionia, trascorsi segregato in un appartamento di Milano, a fronte del pagamento di un riscatto da 1,7 miliardi di lire. Responsabile del rapimento fu un gruppo composto da italiani, spagnoli e sudamericani, passato alle cronache come la "Banda dei Sudamericani".

### Dirigenza sportiva
Il nome di Amonn è legato ad entrambe le principali squadre di hockey su ghiaccio bolzanine: fu presidente dell'HC Bolzano dal 1970 al 1979, e fu anche il primo presidente dell'EV Bozen 84.